# Werner Hartmann
Werner Hartmann (28. května 1903 Emmen, Švýcarsko – 13. listopadu 1981 Erlinsbach Švýcarsko) byl švýcarský malíř a grafik.

## Život
Po absolvování učitelského semináře v Hitzkirchu se Hartmann přestěhoval do Paříže. Zde studoval na Julianově akademii a pak na Ransonově akademii, kde byli jeho učitelé André Lhote a Roger Bissière. Od roku 1923 žil na Montparnassu a od roku 1949 v Rue Boissonade. Hodně cestoval, pravidelně pobýval na ostrově Porquerolles naproti městu Hyères na Azurovém pobřeží. Roku 1931 žil delší doby ve Fesu v tehdy francouzském Maroku. V roce 1935 se účastnil výstavy Francouzští malíři dnes v Bruselu a o tři roky později vystavoval v Pařížské galerii. Odtud zakoupil jeden z obrazů francouzský stát. Hartman začal být od té doby řazen mezi umělce Pařížské školy.
Hartman byl v přátelských vztazích a kontaktech s několika významnými švýcarskými umělci. Mezi ně patřili Ernst Morgenthaler (18878–1962), Serge Brignoni (1903–2002), Alberto Giacometti, Max von Mühlenen (1903–1971), Otto Charles Bänninger (1897–1973), Paul Basilius Barth (1881–1955), Rodolphe-Théophile Bosshard (1889–1960), Louis Conne (1905–2004), Adrien Holy (1898–1978), Robert Wehrlin (1903–1964) a další. Důležitá pro něj byla také přátelství s hudebními skladateli. Připomenout lze jména jako Conrad Beck, Marcel Mihalovici, Tibor Harsányi či Alexandr Nikolajevič Čerepnin.
Přátelství Hartmanna pojilo i s Bohuslavem Martinů. Poznali se už ve 20. letech v některé z kaváren na Montparnassu. Manželé Martinů oslavili v roce 1931 v Hartmannově ateliéru v Rue Ducouëdic silvestr. Hartmann byl švagrem cellisty André Huvelina. I s ním se manželé Martinů stýkali; po 2. světové válce ho navštěvovali na jeho zámku poblíž města Vesoul.
Díky Huvelinovi se Hartmann poznal s muzikologem Markem Pincherlem (1888–1974). Stýkal se také s figurativními malíři jako byli Francisco Bores (1898–1972), François Desnoyer (1894–1972), Raymond Legueult (1898–1971) a dalšími. Asi nejblíže stál skupině "Peintres de la réalité poétique", která v tvorbě zdůrazňovala především náladu a pocitovost. Roku 1935 pobýval společně s Maxem Ernstem, Laszlo Moholy-Nagym, Waltrem Gropiem a Géou Augsbourgem (1902–1974) v La Sarrazu. V roce 1936 vystavoval ve švýcarském pavilonu na Benátském biennale. Roku 1940 odešel do Švýcarska, kde až do roku 1945 učil na Umělecko-průmyslové škole v Lucernu.
Po válce se Hartmann vrátil zpět do Paříže, kde vyvíjel bohatou uměleckou činnost. Kontakty se Švýcarskem ale nepřerušil. V roce 1951 se oženil s francouzskou hudebnicí Geneviève Hoummel; roku 1953 se jim narodil syn Daniel. V následujících letech pracoval Hartmann na zakázkách pro několik kostelů v Lucernu (sgrafita, nástěnné malby, vitráže). Roku 1962 obdržel Uměleckou a kulturní cenu města Lucernu. Sklonek života trávil převážně na jihu, v Ollioules poblíž Toulonu v jižní Francii.

## Dílo
Jeho obrazy, které byly vždy ukotveny ve sféře předmětného malířství, zahrnují portréty, krajiny, zátiší a žánrové obrazy. Tlumené barvy raných obrazů se postupně projasňují, tahy štětcem se uvolňují, aniž by se rozvolnila struktura obrazu. Na některých jeho plátnech se spojuje jižní světlo s malířskou energií. Vznikají výrazné kompozice s často odvážnými barevnými strukturami.
Hartmann byl Švýcar, který žil v Paříži, ale nikdy neztratil kontakt s vlastí. Dokonce i za války často pobýval v rodném Emmenu. Patřil k těm nemnoha švýcarským malířům, kteří prostřednictvím výstav nejen vlastních obrazů, ale i svých přátel zprostředkovávali ve vlasti francouzskou malířskou kulturu.

### Výstavy (výběr)
- 1936 – Benátské biennale
- 1947 – Galerie Véandre, Payerne
- 1961 – Neue Galerie, Bern
- 2014 – Werner Hartmann. Barvy a zvuky Městská galerie, Stansstad, Švýcarsko

## Ocenění
- 1938 – Cena Gleyrovy nadace
- 1953 – Cena na Biennale v Mentonu
- 1962 – Umělecká a kulturní cena města Lucernu